# Palais du Podestat (Bergame)
Pour les articles homonymes, voir Palazzo del Podestà.
Le palais du Podestat de Bergame (en italien, Palazzo del Podestà) est un bâtiment historique de la ville de Bergame situé sur la Piazza Vecchia avec la présence du Museo del Cinquecento qui fait partie du réseau du  Musée d'histoire de Bergame géré par la Fondation de Bergame à travers l'Histoire.

## Emplacement
Le bâtiment, pendant des siècles appelé Hospitium potestatis, est situé sur la Piazza Vecchia, anciennement Piazza Nuova. L'ancien escalier le relie à la grande Sala delle Capriate du Palazzo della Ragione ; la partie nord de la façade s'ouvre sur la Piazza del Duomo en face de la basilique de Sant'Alessandro. Le bâtiment comprend une tour campanaire, le Campanone qui sonne ses 100 coups tous les soirs à 10 heures.
L'histoire du Palazzo del Podestà suit l'histoire de Bergame. Sa position est divisée en deux places : la Piazza Vecchia, siège bureaucratique et administratif avec le Palazzo della Ragione, et la piazza del Duomo siège clérical avec l'église de San Vincenzo et Sant'Alessandro, la Congrégation de la Misericordia Maggiore, en fait une partie importante de la ville.

## Histoire
Il a été construit au XIIe siècle par la famille Suardi de la faction gibeline. Les luttes sanglantes entre les familles guelfes et gibelines ont conduit la famille Suardi à perdre la propriété du bâtiment qui est devenu l'Hospitium potestatis, propriété de la municipalité et de la résidence des podestats jusqu'à la fin du XIVe siècle.
Dans un acte notarié de 1442, le transfert de propriété aux frères Avogadro a été enregistré, lesquels en ont vendu une partie à la Congrégation de la Miséricorde Majeure.
En 1477 la façade a été peinte par Bramante avec la représentation des Sept Mages appelés Les Philosophes de l'Antiquité et des plaques portant des inscriptions, les quelques traces de ces fresques sont maintenant conservées dans la Salla delle Capriate, .
Au XXe siècle, les locaux ont traversé diverses destinations : en 1926, ils ont accueilli le « Musée civique d'histoire naturelle », plus tard déménagé à la Citadelle de Visconti ; le lycée de journalisme de l'Université catholique de Milan ; en 1961 l'école biennale de spécialisation post-universitaire de journalisme et à partir du 16 novembre 1968 siège du consortium pour la création de facultés universitaires, par la volonté de la municipalité de Bergame, de l'administration provinciale et de la chambre de commerce pour l'éducation des facultés universitaires. Il est ensuite devenu un organisme d'État en 1992.
En 2001, le palais et les monuments historiques ont fait l'objet de recherches par la municipalité et par la surintendance du patrimoine archéologique de la Lombardie avec une série d'investigations cartographiques et archéologiques, conçues par Francesco Macario, qui ont conduit à la découverte d'une importante stratigraphie archéologique, jusqu'à 2,50 m de profondeur mettant en lumière l'environnement proto-urbain de l'ère protohistorique, du VIe – Ve siècle av. J.-C., de la Rome impériale sur le sol de la piazza Vecchia . Les fouilles ont permis la reconstruction stratigraphique de la ville de l'époque romaine à l'époque moderne . La recherche a pu reconstituer non seulement l'histoire du bâtiment mais aussi celle de son contexte urbain .
Depuis  2012, la zone d'excavation, accessible depuis le bâtiment, est ouverte au public par l'accès à la tour.

## Musée historique de l'âge vénitien
En 2012, le musée historique interactif de l'époque vénitienne a été installé dans les salles du bâtiment, faisant partie de la Fondation Bergame pour l'histoire. En suivant un chemin divisé en sept salles interactives, nous apprenons une période historique qui, à partir de 1492, année de la découverte de l'Amérique et de son développement commercial, mène à république de Venise, sa puissance et son commerce.
Les salles interactives transportent au Moyen Âge, à travers un voyage de Venise à Bergame, une visite qui aide à interagir avec le XVIe siècle, à la rencontre des lieux et des personnages qui ont fait l'histoire de Bergame au cours de ces années. La ville représentée au XVIe siècle accompagne le visiteur dans la construction des murs vénitiens et la destruction des églises et des monastères qui ont été un obstacle à leur construction, comme l'église de Sant'Alessandro à Colonna et le monastère de Santo Stefano atteignant la Porta Sant'Alessandro, avec les couleurs et les sons de la grande foire qui se situait hors des murs.

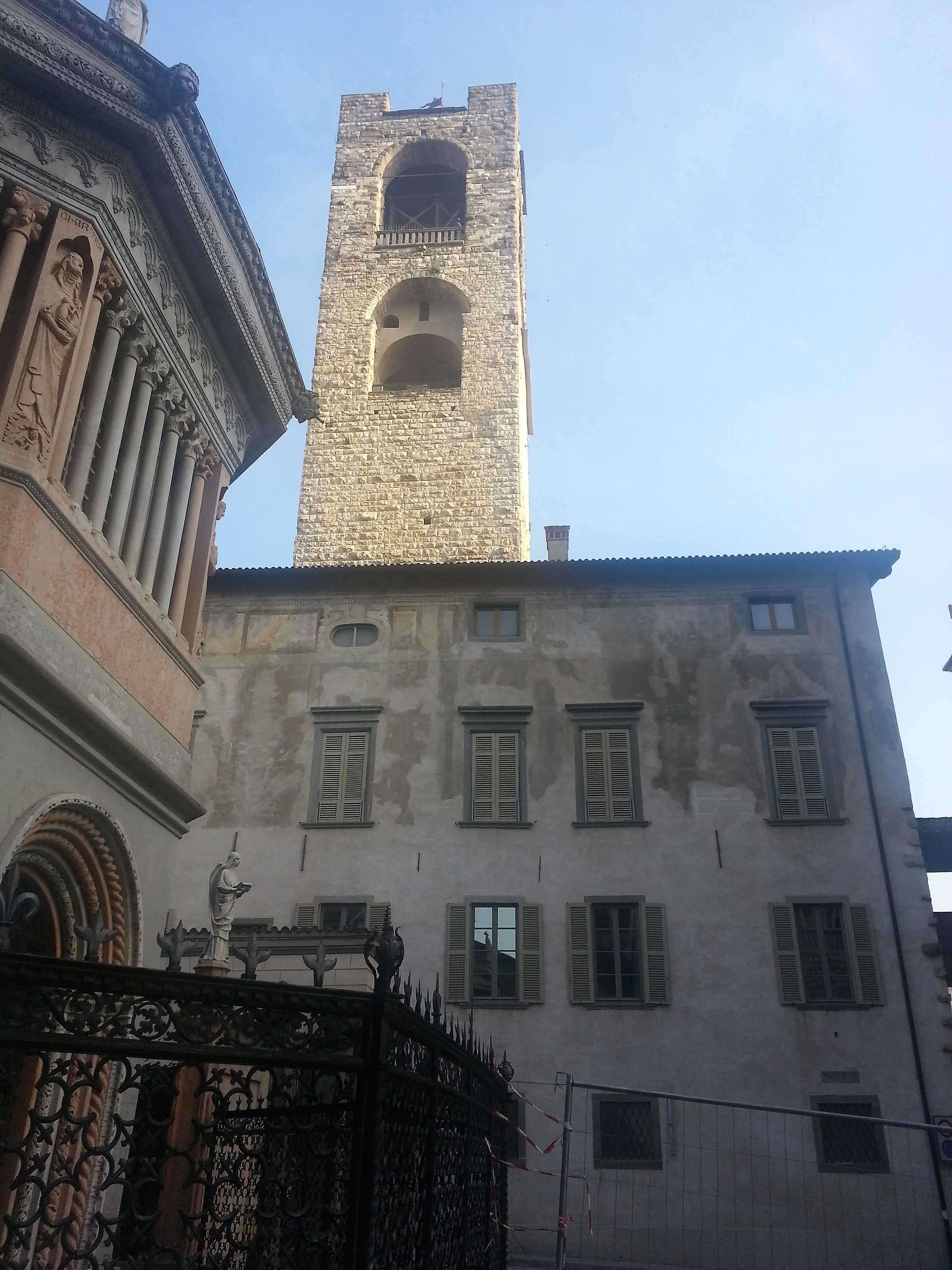
Façade sur la Piazza del Duomo et le Campanone.
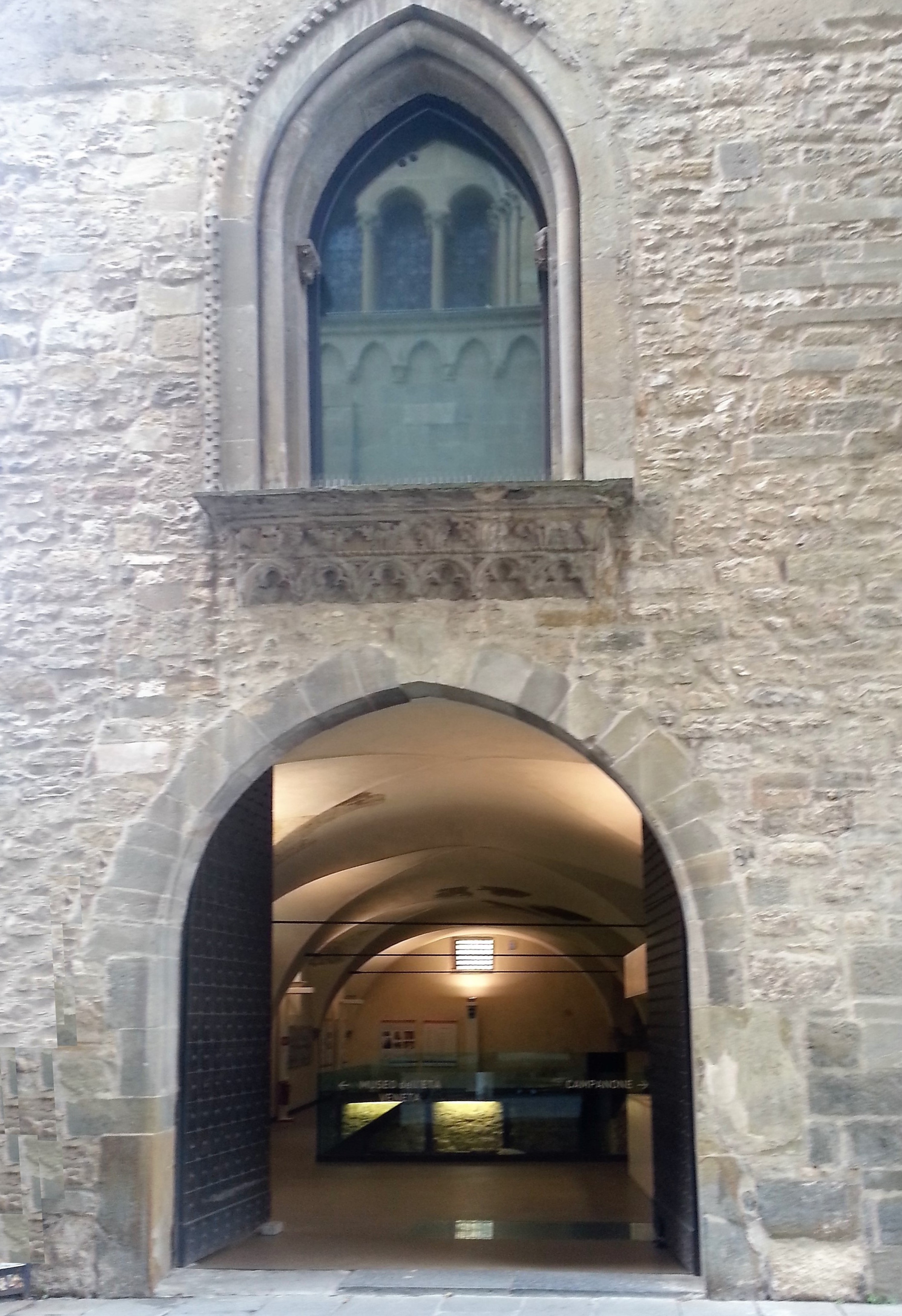
Entrée du Museo del Cinquecento.
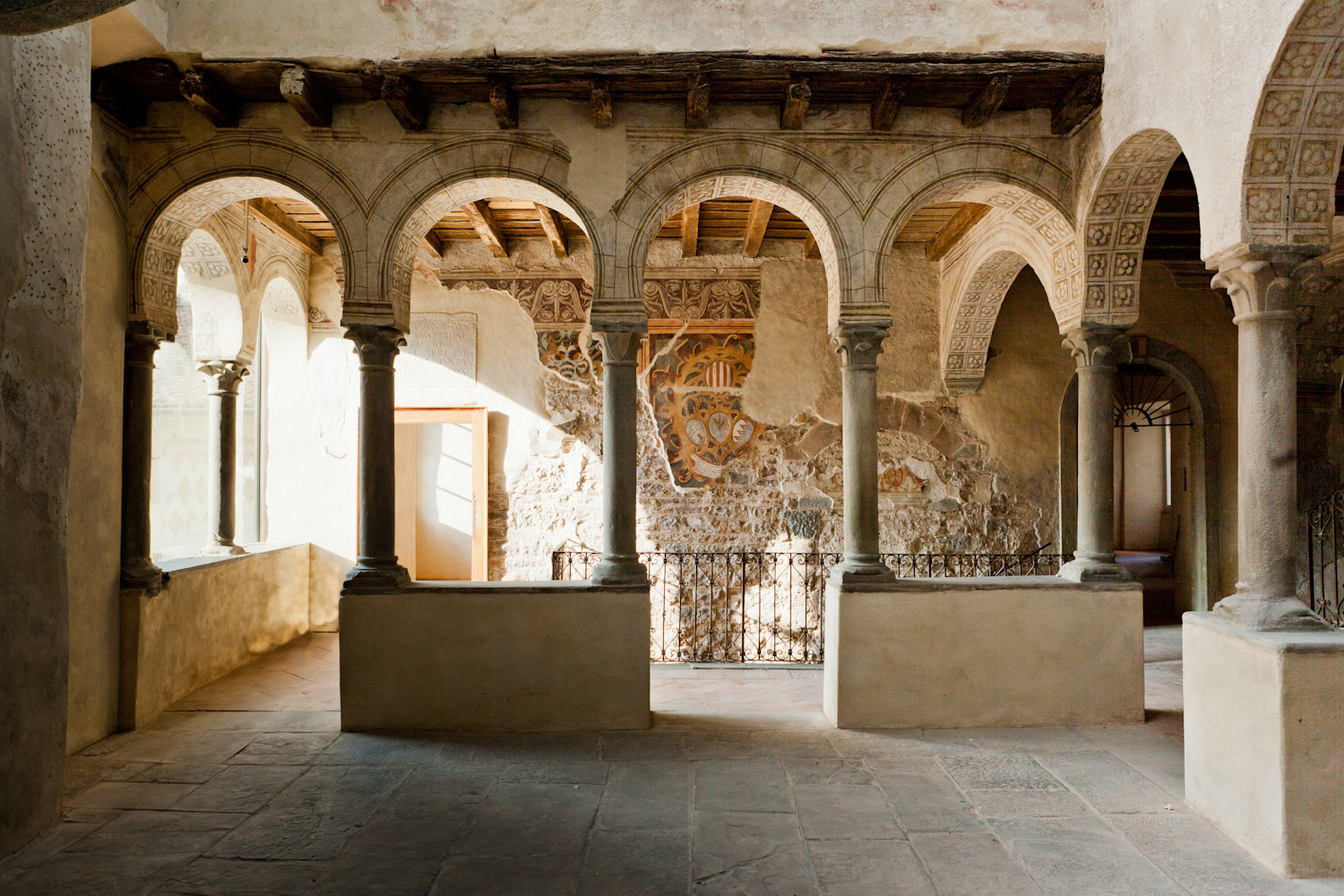
Partie cavedium interne du musée du XVIe siècle.
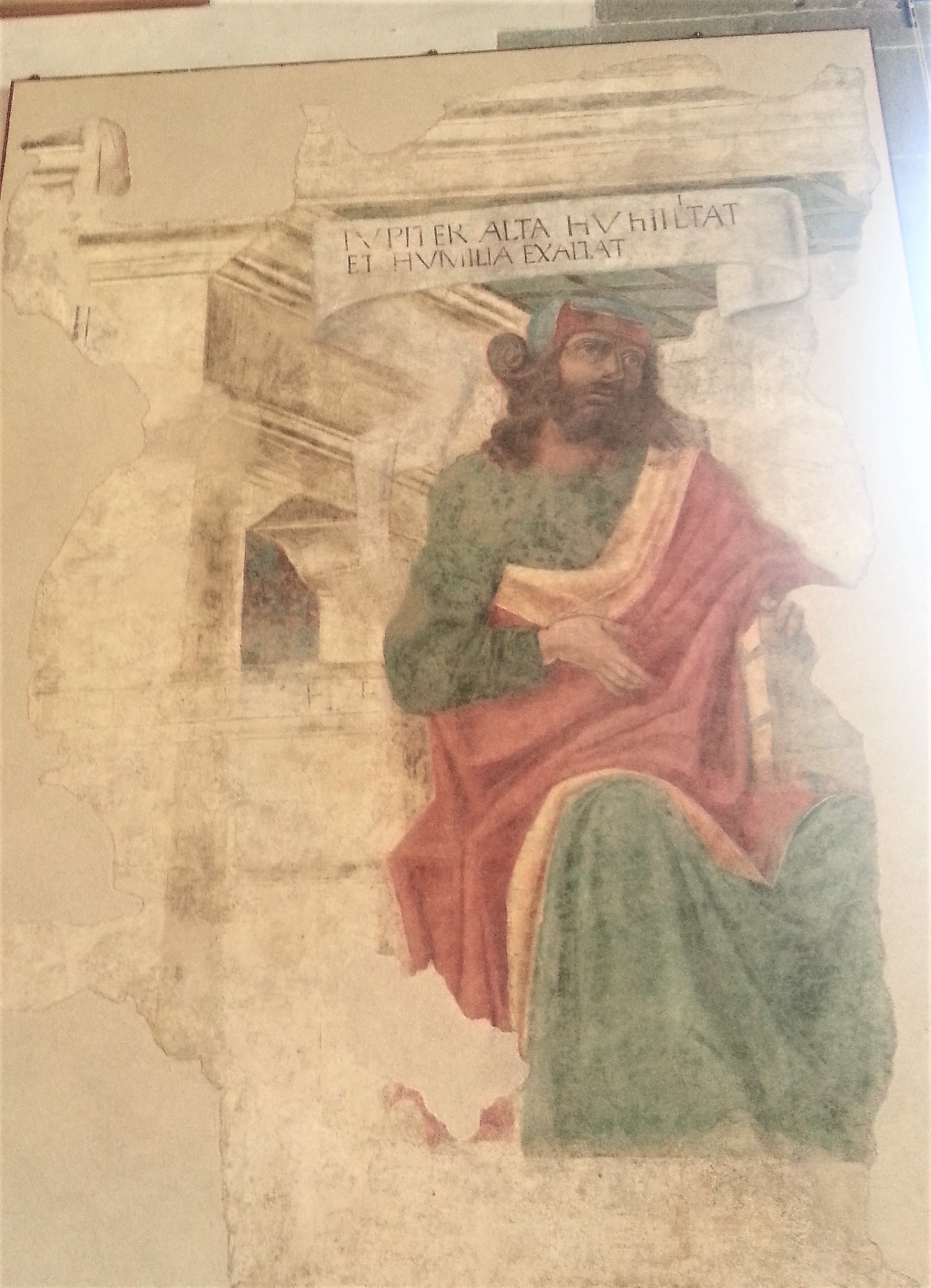
Fresque de Bramante représentant le philosophe Chilo.